# 维涅克
维涅克（法語：Vignec，法語發音：[viɲɛk]）是法国上比利牛斯省的一个市镇，位于该省东南部，属于巴涅尔德比戈尔区。

## 地理
维涅克（42°49'29"N, 0°18'59"E）面积6.42 平方千米，位于法国奧克西塔尼大區上比利牛斯省，该省份为法国西南部内陆省份，北至热尔省，西接大西洋比利牛斯省，南与西班牙接壤，东临上加龙省。
与维涅克接壤的市镇（或旧市镇、城区）包括：阿拉纽埃特、卡代扬-特拉谢尔、圣拉里-苏朗、维耶勒欧尔。

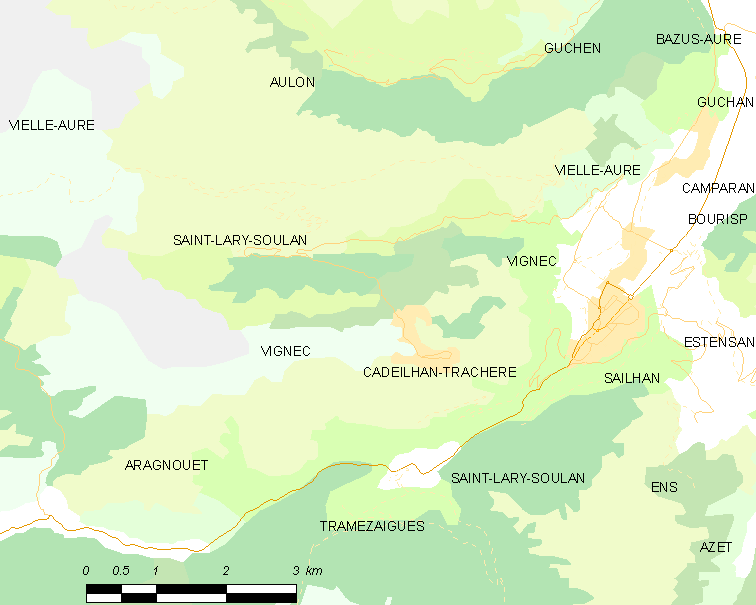
维涅克的OSM定位图

维涅克的时区为UTC+01:00、UTC+02:00（夏令时）。

## 行政
维涅克的邮政编码为65170，INSEE市镇编码为65471。

## 政治
维涅克所属的省级选区为内斯特-欧尔-卢龙县。

## 人口

1962-2008年间维涅克人口变化图示

维涅克于2022年1月1日时的人口数量为201人。